# Mad TV (телешоу)
Mad TV (стилизовано как MADtv) — американское комедийное скетч-шоу, созданное Дэвидом Зальцманом, Факсом Баром и Адамом Смоллом. Скетчи Mad TV были основаны на юмористическом журнале Mad и представляли собой пародии на популярную культуру и иногда на политику. В скетчах актёры играли как оригинальных персонажей, так и знаменитостей. Премьера шоу состоялась 14 октября 1995 года на телеканале Fox и вышло 14 сезонов. Последний выпуск вышел в эфир 16 мая 2009 года.

## История
Издатель Уильям Гейнс, который владел EC Comics и издавал американский юмористический журнал Mad с 1950 года до своей смерти в 1992 году, отказался продавать права на журнал, так как не любил телевидение. В 1995 году, через три года после смерти Гейнса, EC Comics продала права на Mad продюсеру Куинси Джонсу и телепродюсеру Дэвиду Зальцману. Они запустили Mad TV через своё совместное предприятие Quincy Jones-David Salzman Entertainment.
Также в компанию к Зальцману были наняты Факс Бар и Адам Смолл, до этого работавшие сценаристами в скетч-шоу In Living Color. Премьера пилотной серии Mad TV состоялась 14 октября 1995 года на канале Fox. Пилотная серия была записана на плёнку и содержала короткие скетчи из живых выступлений, пародий на фильмы и анимационных скетчей. Музыкальная тема шоу была создана американской хип-хоп-группой Heavy D & The Boyz и написана Грегом О’Коннором и Блэйком Аароном. Съёмки проходили в Голливуде на студии Hollywood Center Studios, а затем на студии Sunset Bronson Studios.
Mad TV должен был составить конкуренцию шоу Saturday Night Live. Fox приложил мало усилий для продвижения Mad TV, которое отставало в рейтингах от Saturday Night Live. На протяжении всего своего существования телеканал постоянно сокращал бюджет шоу и в конечном итоге отменил его в 2009 году. Mad TV был номинирован на множество наград, в том числе 43 премии Primetime Emmy Awards, пять из которых выиграл. Критики восприняли шоу в основном негативно, а его скетчи вызвали заметные споры. После закрытия шоу вошло в списки лучших комедийных телесериалов всех времён по версии ряда критиков.
Специальный выпуск о воссоединении актёров и съёмочной группы, посвящённый 20-летию сериала, был показан на телеканале The CW 12 января 2016 года. The CW также перезапустил сериал для съёмок 15-го и последнего сезона, премьера которого состоялась 26 июля 2016 года.

## Актёрский состав
Актёрский состав Mad TV критики сочли разнообразным, особенно по сравнению с актёрским составом Saturday Night Live. По словам директора по кастингу Николь Гарсия, шоураннеры с самого начала сериала искали разнообразный актёрский состав. В его первом сезоне снимались Дебра Уилсон, Николь Салливан, Фил Ламарр, Арти Лэнг, Мэри Шир, Брайан Каллен, Орландо Джонс и Дэвид Херман.
Дебра Уилсон была первым актёром, нанятым на Mad TV. Она снялась в первых восьми сезонах сериала с 1995 по 2003 год, что сделало её самым долгоиграющем актёром и единственной чернокожей женщиной-актрисой за время её пребывания в сериале. Позже она заявила, что покинула сериал в 2003 году, узнав, что она получает более низкую зарплату, чем «белый» актёрский состав мужского пола, который присоединился к ней, и что её переговоры о зарплате не увенчались успехом. Николь Салливан попала в актёрский состав, потому что, по её словам, Бар и Смолл хотели, чтобы на шоу был кто-то, с кем «зрители хотели бы поужинать». Она снималась в сериале с 1995 по 2001 год, а затем ушла, чтобы сниматься в ситкоме ABC «Я и мои потребности», который не был продлён после пилотной серии. Дэвид Херман снялся в комедийном сериале Fox «Дом Баггина», прежде чем появиться на Mad TV, а Орландо Джонс написал сценарий для сериала Fox «Рок». Орландо Джонс, Брайан Каллен и Арти Лэнг покинули шоу после второго сезона. Майкл Макдональд снимался в Mad TV в течение десяти сезонов, начиная с 1997 года, и был самым возрастным и долгоиграющим актёром шоу.

## Аудитория
Mad TV пользовался особой популярностью среди подростков, которые, по словам руководителей Fox, к 2001 году смотрели шоу больше, чем Saturday Night Live. Бывшие актёры заявили, что подростки часто составляли большую часть аудитории шоу. В 2000 году 59 % аудитории Mad TV были в возрасте от 18 до 49 лет. К концу 2003 года Mad TV в среднем смотрело 4,4 млн зрителей в неделю. Перед закрытием в 2008 году его в среднем смотрели 2,6 млн зрителей, что на 6 % меньше, чем в предыдущем году.

## Отзывы и критика
В обзоре пилотной версии Mad TV газета Orlando Sentinel назвала Saturday Night Live «трупом, пытающимся реанимировать себя», одновременно похвалив Mad TV как «многообещающий». В другом обзоре пилотной версии Mad TV в Hartford Courant говорилось, что Mad TV «лишь иногда был ужасен». В The Roanoke Times шоу Mad TV назвали «Bad TV», критикуя его как безвкусное и неразумное. People поставил пилотной серии тройку, заявив, что она «притворялась смелой и непочтительной», несмотря на то, что была «просто лишена воображения». В 1996 году Mad TV получил положительную оценку Chicago Tribune, в котором заявили, что шоу «выглядело неизменно свежо, с большей энергией, воображением и остротой [чем Saturday Night Live]». Time в 1996 году отметил, что «оно неуклонно улучшалось со времени его бесперспективных ранних эпизодов», но многие из его политически некорректных скетчей были «настолько деспотичными», что их «практически невозможно смотреть». Entertainment Weekly раскритиковал финал шоу, заявив, что «возможно, пришло время Mad TV уйти».
Некоторые знаменитости и организации выступили против пародий на самих себя на Mad TV. Бобби Браун сказал в 2022 году, что пародии на него и Уитни Хьюстон в шоу «действительно оскорбили» его, в то время как Рози О’Доннелл рассказала в своём именном ток-шоу, что её оскорбила пародия на неё, в которой актриса Mad TV Алекс Борштейн изобразила её скрытой лесбиянкой. В 2003 году Почтовая служба США и Национальная ассоциация почтовых перевозчиков публично призвали всех своих сотрудников выразить протест Mad TV из-за предстоящего на тот момент скетча о группе почтовых работников, вооружённых оружием, спорящих из-за того, кто должен «опочтариться» (разъяриться и убивать) первым. Тогдашний вице-президент Почтовой службы по связям с общественностью Азизали С. Джаффер назвал скетч «отвратительным», «неправдивым» и «оскорблением каждого мужчины и женщины в Почтовой службе».
Шоу также подверглось критике со стороны зрителей и экспертов за то, что оно опиралось на стереотипы. Персонаж Борштейн, мисс Свон, в частности, часто упоминается журналистами и азиатскими активистами, такими как Гай Аоки и Маргарет Чо, как пример «желтолицего азиата». В 2019 году газета The Washington Post назвала мисс Свон примером «проблемных» материалов, которые раньше транслировали телеканалы, и «острой» комедии начала нулевых, в которой более открыто пропагандировались расовые стереотипы. New York Daily News написал, что мисс Свон «одновременно разозлила и порадовала фанатов» и «её часто обвиняли в расизме», а Flavorwire написал, что «мы все согласны с тем, что мисс Свон — косоглазый, ходячий азиатский стереотип, владеющий маникюрным салоном, — представляет собой проблему».
Mad TV также показало два эпизода с блэкфейсом: в одном Бобби Ли играет вымышленного сына-полуазиата Джорджа Формана, а в другом Майкл Макдональд играет волшебного помощника официанта с чужеземного острова.